# Vittore Grubicy de Dragon
Vittore Grubicy de Dragon (Milano, 15 ottobre 1851 – Milano, 4 agosto 1920) è stato un pittore, incisore e critico d'arte italiano, artisticamente appartenente alla corrente artistica del Divisionismo che per lungo tempo dipinge a Lierna sul lago di Como.
Nel corso degli anni l’autore cambia più volte i soggetti dei propri quadri prediligendo spesso, sia negli oli sia nella produzione incisoria, ambientazioni lacustri in particolare il Centro lago di Como con le vedute di Lierna, meta privilegiata, negli anni a cavallo tra Otto e Novecento, della villeggiatura della nobiltà e dell’alta borghesia milanese.
Sul finire del secolo Grubicy decide di interrompere la ricerca dal vero delle vibrazioni atmosferiche per dedicarsi fino alla morte all’instancabile e quasi ossessivo rifacimento dei propri quadri in una continua tensione verso la perfezione.

## Biografia
Nato a Milano dal barone ungherese Alberto Grubicy (in origine Grubicij) de Dragon e dalla nobile lodigiana e pittrice dilettante Antonietta Mola, studia nel Convitto Nazionale di Sondrio e inizia sin da giovane a frequentare gli ambienti artistici milanesi della Scapigliatura e a viaggiare nel continente europeo. 
A partire dal 1878, intraprende con il fratello Alberto l'attività di mediatore d'arte in Inghilterra per la galleria milanese Nessi, dedicandosi alla promozione degli artisti italiani appartenenti alla corrente della Scapigliatura, in particolare Tranquillo Cremona e Daniele Ranzoni. Dopo aver sapientemente creato una fitta rete di conoscenze a livello internazionale e nazionale e aver fondato la Galleria Grubicy, i due fratelli iniziano a introdurre negli ambienti artistici di rilievo e a promuovere l'attività di numerosi giovani talenti, fra i quali Giovanni Segantini, che nel 1883 si affilia alla Grubicy in via esclusiva, Emilio Longoni, Angelo Morbelli, Gaetano Previati, Achille Tominetti, Carlo Fornara, Benvenuto Benvenuti, Giuseppe Giani.
A partire dal 1882 si reca con frequenza a Parigi, nei Paesi Bassi e nelle Fiandre: il contatto con i pittori della Scuola dell'Aia come Octave Maus e Anton Mauve, già clienti in ambito galleristico, lo induce ad avviare l'attività di pittore autodidatta.
Nel 1888 conclude in via definitiva la sua attività di mediatore d'arte, presentando alla Italian Exhibition di Londra cinquantaquattro opere degli artisti emergenti da lui patrocinati; lascia, pertanto, la Galleria Grubicy e le procure degli artisti nelle mani del fratello Alberto e avvia la nuova attività di artista, alla quale accompagna quella di critico e pubblicista su riviste quali La Riforma diretta da Primo Levi, La Critica d'Arte e L'Idea liberale. In questa fase, si dedica a promuovere le istanze divisioniste apprese dai colleghi fiamminghi, delle quali viene considerato il promotore nel territorio italiano.
Nel 1890 si iscrive al sodalizio della Famiglia artistica milanese, dove dal 1893 inizia a sperimentare le tecniche del Divisionismo anche sull'acquaforte e sul monotipo, presentando i propri lavori a diverse edizioni della Biennale di Venezia.
L'insorgere di gravi disturbi al sistema nervoso e di una quasi totale sordità gli impediscono di dedicarsi pienamente alla pittura, cui definitivamente rinuncia a partire dal 1900. Trascorre i suoi ultimi anni di vita nei luoghi da lui amati per dipingere, come Miazzina e Lierna dedicandosi nel frattempo a promuovere, in qualità di critico d'arte, nuovi artisti emergenti come Carlo Carrà, Pietro Angelini e Arturo Tosi, con i quali nel 1911 prende parte all'Esposizione di arte libera di Milano.
Conosce Arturo Toscanini, con il quale stabilisce un rapporto di amicizia e che diviene suo mecenate, raccogliendo nella propria collezione oltre sessanta sue opere.
Nella ultima fase della vita, si dedica alla reinterpretazione in chiave divisionista delle opere eseguite in precedenza, in un processo di rivisitazione emozionale di luoghi e momenti già vissuti.
In particolare, Pietro Angelini è l'allievo prediletto e alla morte del maestro, avvenuta nella sua casa di Milano il 4 agosto 1920, ne è esecutore testamentario insieme ad Arturo Toscanini, dopo aver disposto il lascito della propria collezione d'arte alla Galleria d'Arte Moderna di Milano.
Benvenuto Benvenuti, altro allievo di Grubicy, dona alla Fondazione Cassa di Risparmi di Livorno 30 dipinti e 80 disegni del maestro: la stessa Fondazione ospita diverse opere cedute da Arturo Toscanini.

## Stile
A differenza di altri pittori divisionisti, Grubicy adotta una tecnica caratterizzata da pennellate più definite e corpose, applicando, per sua stessa ammissione, in modo meno rigoroso i dettami scientifici alla base della scomposizione dei colori. Per questo le sue opere appaiono «come una indistricabile rete cromatica, che nelle sue minutissime maglie ha stretti e compenetrati tutti gli elementi del vero. E ne risulta uno smalto ricchissimo in cui le varie tonalità si disviluppano le une dalle altre per imprecisabili passaggi»
(Il Mondo, 4 gennaio 1920, pp.9)
(Vittore Grubicy)
Unitamente al fratello Alberto, è tra i principali galleristi del suo tempo: abili nella creazione di una moderna galleria d'arte in grado di competere con il mercato internazionale, attuano una costante diffusione di opere italiane all'estero e di quadri stranieri in Italia.
Questa attività commerciale di successo, unita all'allestimento di numerosi esposizioni (come quella di Parigi del 1907) determina una spinta decisiva per la diffusione europea degli artisti scapigliati e divisionisti da lui rappresentati. 
L'attività artistica, avviata in età avanzata (33 anni) e senza formazione accademica, è principalmente focalizzata sulla riproduzione di paesaggi in stile divisionista, con un forte utilizzo del mezzo fotografico e un ampio risalto della concezione emotiva dei luoghi e delle persone.
La riproduzione, molto sintetica, di colori e forme è influenzata dall'approfondito studio della grafica giapponese; i soggetti sono principalmente tratti dall'assidua frequentazione delle aree del Lago di Como (avviata da un soggiorno in Valtellina nel 1891) e del Lago Maggiore. Si dedica, inoltre, alla realizzazione di incisioni, acqueforti e monotipi, riprodotte con un autonomo carattere di originalità. 

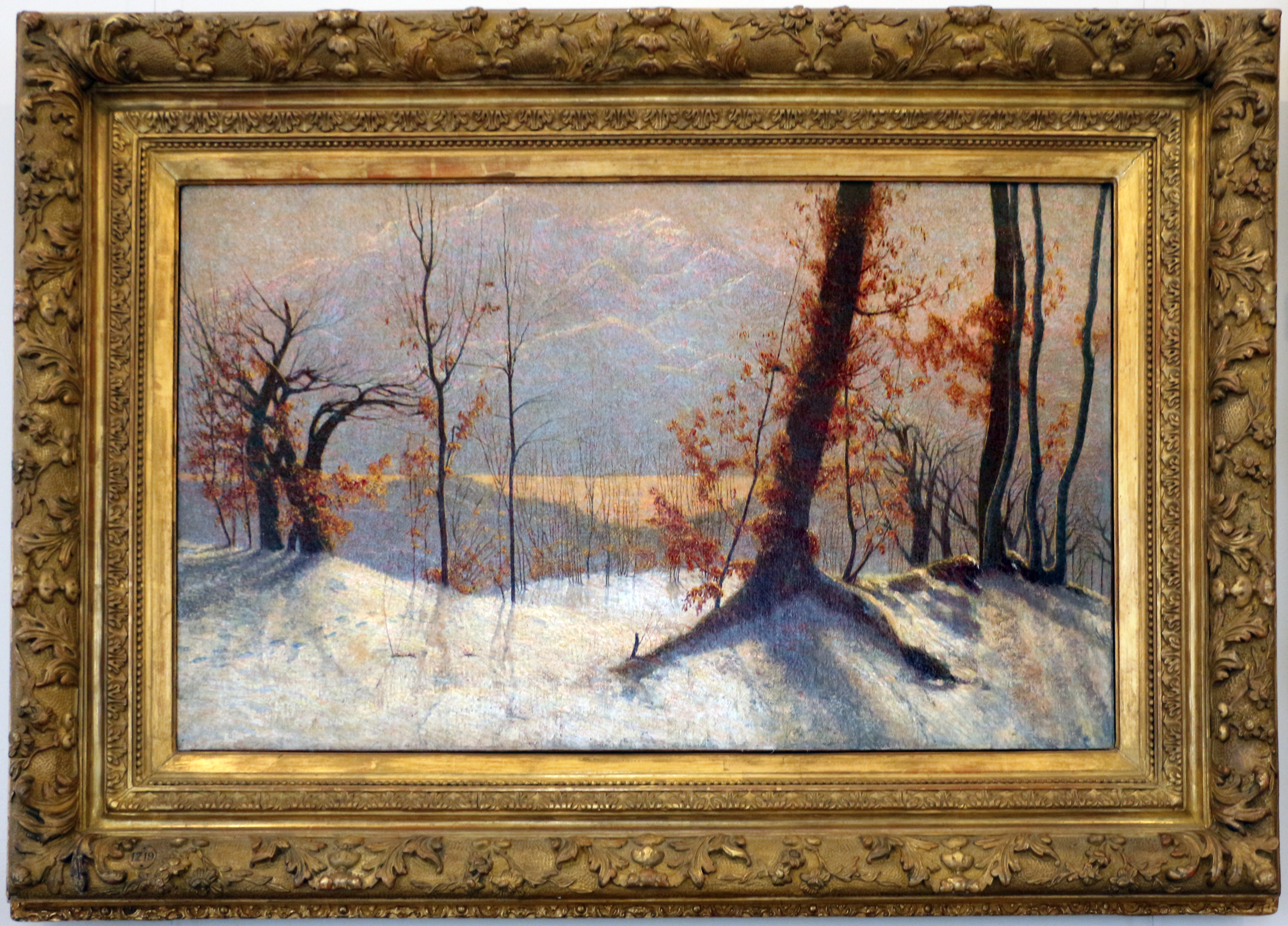
Tutto candore, Galleria d'Arte Moderna (Milano)
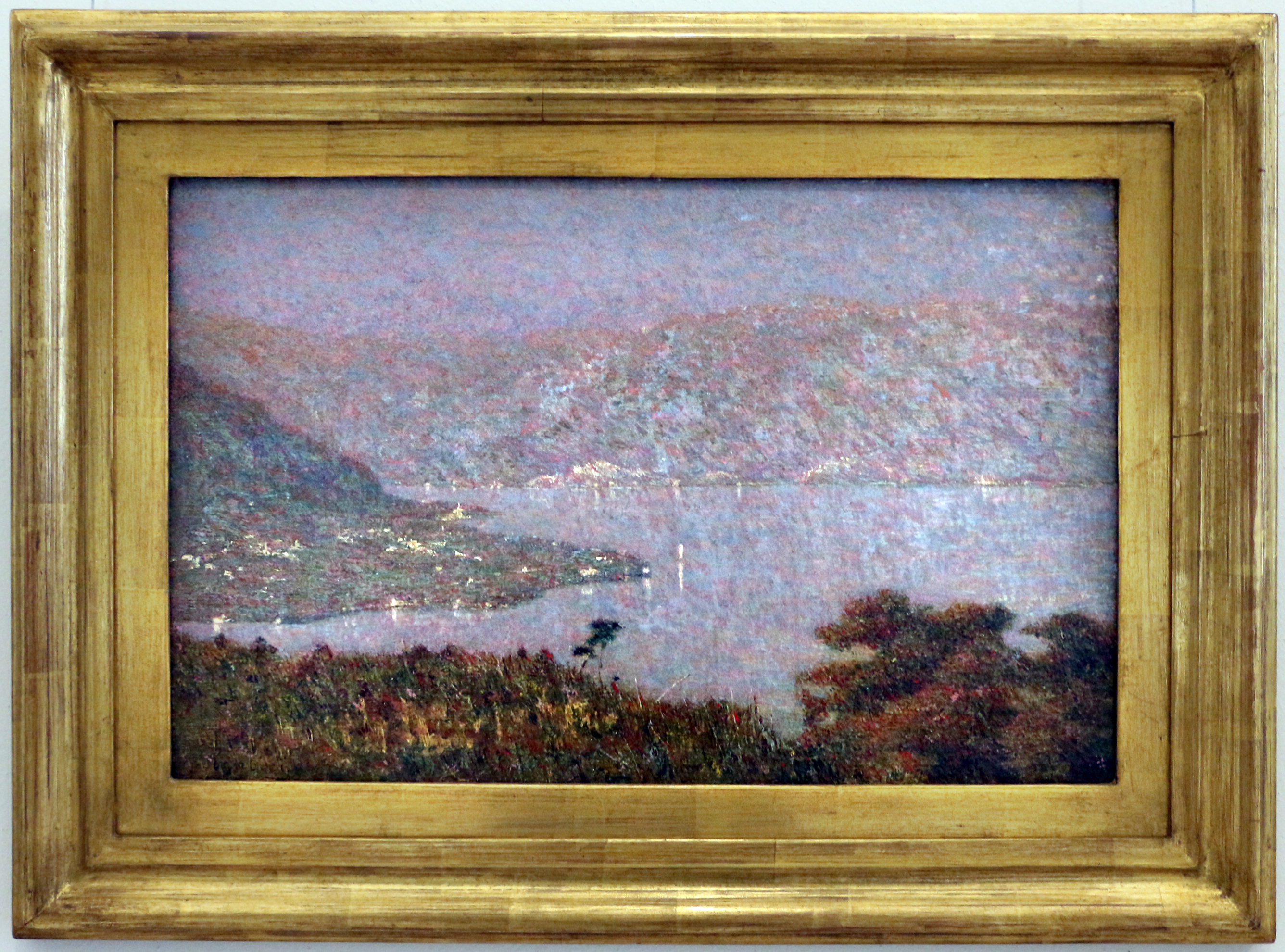
Perle d'amour, Galleria d'Arte Moderna (Milano)
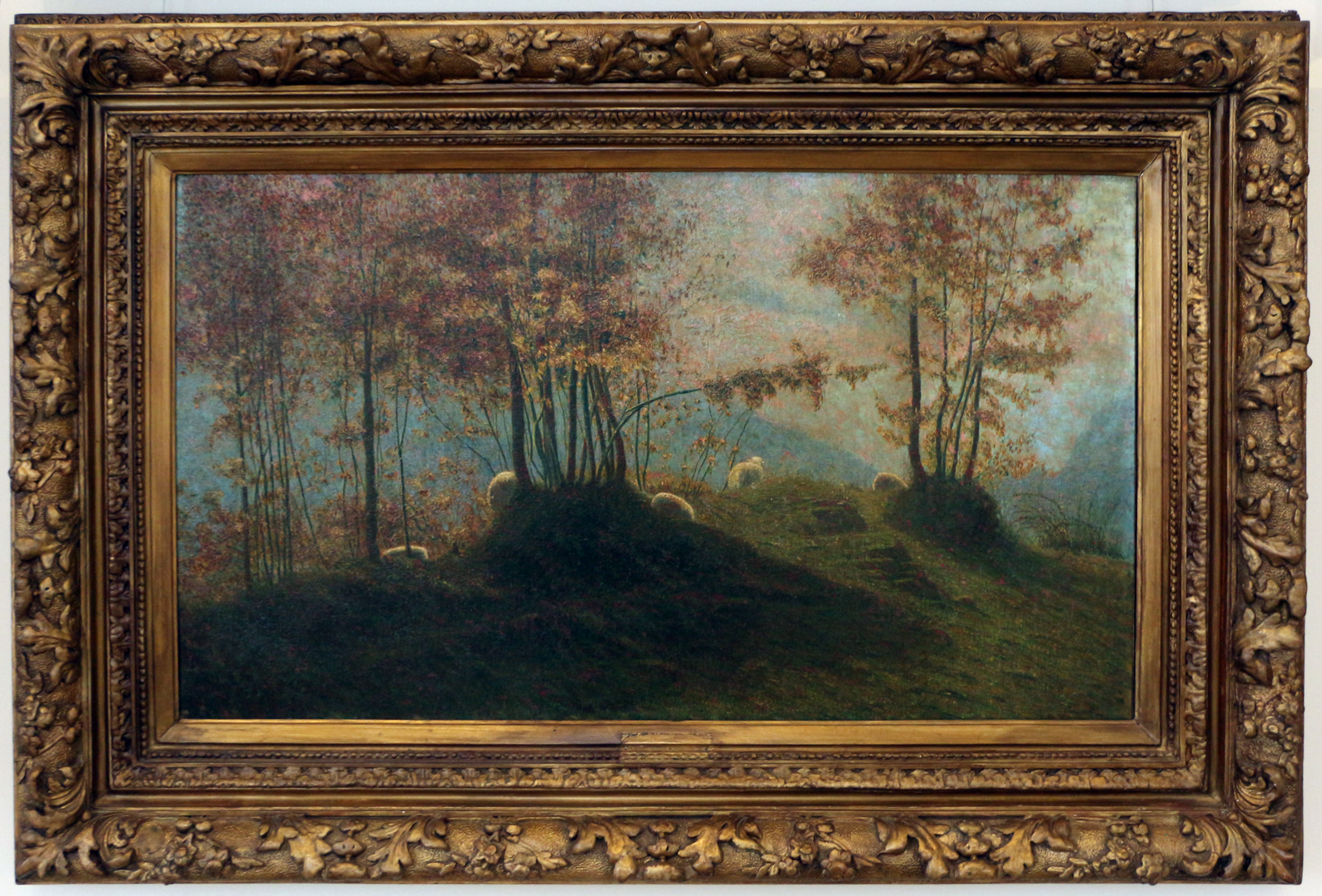
El crapp di rogoritt (Pecore sullo scoglio), Galleria d'Arte Moderna (Milano)
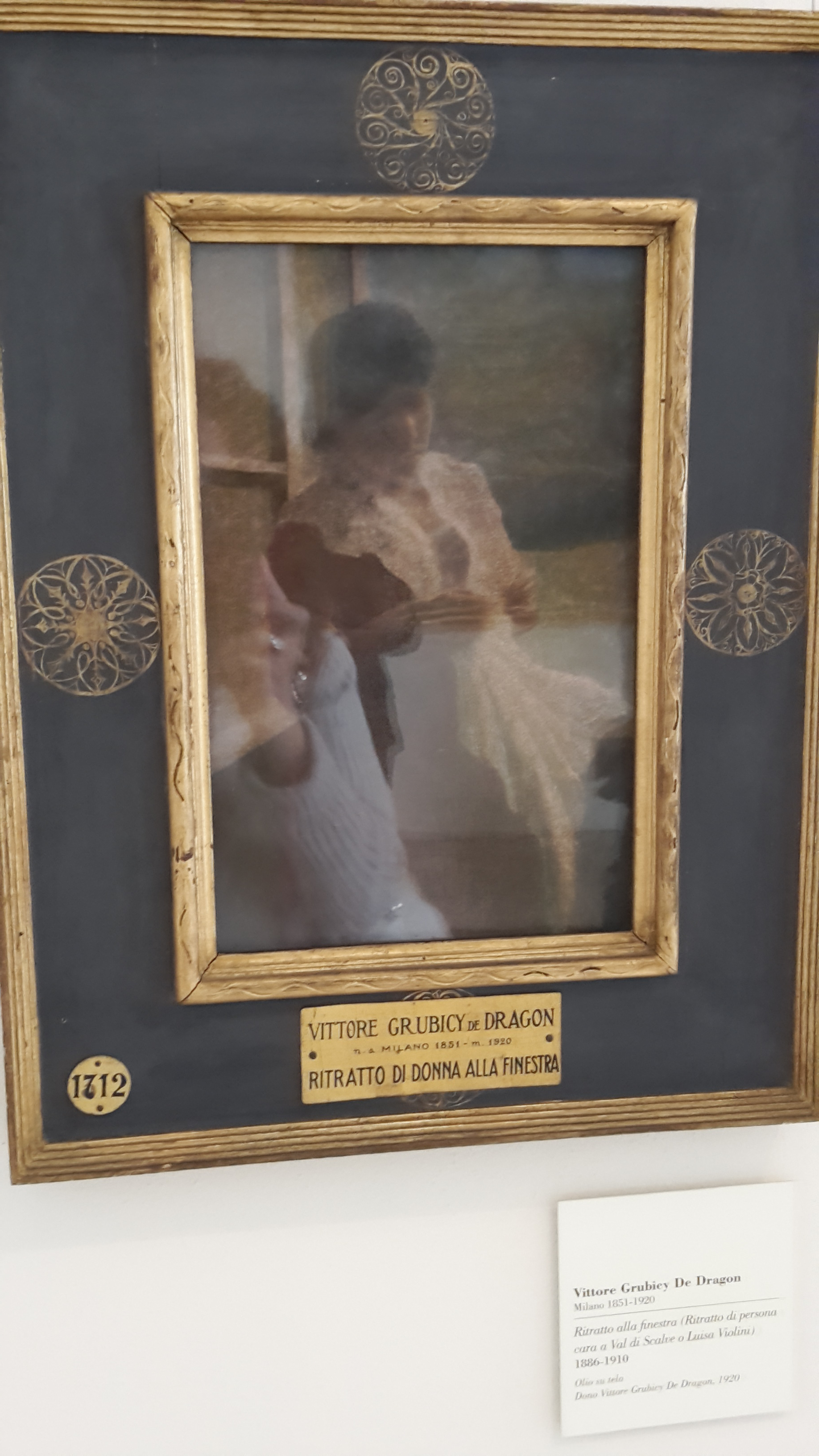
Ritratto di donna alla finestra, Galleria d'Arte Moderna (Milano)

## Opere principali
- Mattino delicato (Terzetto tenue) (1872), olio su tela, Galleria degli Uffizi;
- Marinaio con scimmia e cane (1885), olio su tela, collezione della Fondazione Cassa di Risparmi di Livorno;
- Lavandaie a Lierna (1887), olio su tela, collezione della Fondazione Cassa di Risparmi di Livorno;
- Sera di maggio a Lierna (1887), olio su tela, collezione privata;
- La vela (1887), olio su tela, Museo civico Giovanni Fattori, Livorno;
- Neve in agosto a Schilpario (1887), olio su tela, Accademia Carrara, Bergamo;
- Fiumelatte dal sottopassaggio della ferrovia (1887), olio su tela, collezione privata;
- Raccolta del fieno. Crespuscolo (Valle di Scalve) (1889), olio su tela, collezione della Fondazione Cassa di Risparmi di Livorno;
- Estate su Lago di Como (Estate a Lierna, Sera sul Lago di Como) (1889), olio su tela, Galleria nazionale d'arte moderna e contemporanea, Roma;
- Paesaggio (1889-1899), olio su tela, Accademia Carrara, Bergamo;
- In barca da Mandello a Varenna passando per Lierna (1891), olio su tela, collezione privata;
- Sera d'estate a Lierna (1891), olio su tela, collezione privata;
- Il cimitero di Ganna (1894), olio su tela, Museo del paesaggio, Verbania[17];
- Mattino (1894-1897), olio su tela, Museo d'Orsay, Parigi;
- Sale la nebbia dalla valle (1895), olio su cartone, Galleria nazionale d'arte moderna e contemporanea, Roma;
- Anversa (Tramonto) (1895), olio su tela, MART, Rovereto;
- Riva di Lierna (1896), olio su tela, collezione privata;
- Mare di nebbia - Notte lunare a Miazzina (Notte lunare) (1895), olio su tela, collezione privata;
- Terzetto tenue (Mattino d’inverno - Sera. Fiume Ratte - Senza titolo) (1897), olio su tela, Galleria civica d'arte moderna e contemporanea, Torino;
- In barca a Venezia (1897), olio su tela, Musei civici di Pavia;
- Inverno a Miazzina (1898), olio su tela, Museo civico Villa dei Cedri, Bellinzona;
- Alba di lavoro (1910), olio su tela, Museo civico Giovanni Fattori, Livorno;
- Alba di signori (1910), olio su tela, Museo civico Giovanni Fattori, Livorno;
- Alla sorgente tepida (Sopra Intra) o (La lavandaia o Autunno, sera o Paesaggio, Novembre, sera) (non datata), olio su tela, Galleria d'Arte Moderna, Milano[18];
- Il vecchio pastore (Pastore antico) (non datata), olio su tela, Pinacoteca il Divisionismo, Tortona;
- Quando gli uccelletti vanno a dormire (non datata), olio su tela, Galleria d'arte moderna, Firenze;
- Perle d'amour (Nebbiolina sul lago) (non datata), olio su tela, Galleria d'Arte Moderna, Milano[19];
- Poema invernale - Dalla finestra: sera d'inverno (La sera, Ritorno all'ovile o A sera) (non datata), olio su tela, Galleria d'Arte Moderna, Milano[20];
- Poema invernale - El crapp di Rogoritt (Pecore sullo scoglio) (non datata), olio su tela, Galleria d'Arte Moderna, Milano[21];
- Poema invernale - La sorgente (La buona sorgente) (non datata), olio su tela, Galleria d'Arte Moderna, Milano[22];
- Poema invernale - La vallata del Toce (La vallata) (non datata), olio su tela, Galleria d'Arte Moderna, Milano[23];
- Poema invernale - Mattino (Mattino gioioso) (non datata), olio su tela, Galleria d'Arte Moderna, Milano[24];
- Poema invernale - Notte lunare (Chiaro di luna) (non datata), olio su tela, Galleria d'Arte Moderna, Milano[25];
- Poema invernale - Sinfonia crepuscolare (Armonia crepuscolare) (non datata), olio su tela, Galleria d'Arte Moderna, Milano[26];
- Poema invernale - Tutto candore! (Neve o In Albis) (non datata), olio su tela, Galleria d'Arte Moderna, Milano[27];
- Ritratto di donna alla finestra (Ritratto di persona cara a Val di Scalve o Luisa Violini) (non datata), olio su tela, Galleria d'Arte Moderna, Milano[28];
- Sentiero nel bosco (non datata), olio su tela, Museo nazionale della scienza e della tecnologia Leonardo da Vinci, Milano[29].